# NGC 629
NGC 629 is vijf sterren die vanaf de Aarde gezien bij elkaar lijken te staan, een telescopisch asterisme, in het sterrenbeeld Cassiopeia. Het hemelobject werd in 1825 ontdekt door de Duitse astronoom Friedrich Georg Wilhelm Struve.